# Anti-Slavery Convention of American Women
La prima Anti-Slavery Convention of American Women (Convenzione Contro la Schiavitù delle Donne Americane) si tenne a New York il 9-12 maggio 1837, per discutere del movimento abolizionista americano. Questo incontro rappresentò la prima volta che le donne di un'area geografica così ampia si incontrarono con lo scopo comune di promuovere la causa antischiavista tra le donne e fu anche probabilmente la prima grande convenzione in cui le donne poterono discutere i diritti delle donne. Alcune donne di spicco hanno continuato ad essere membri espliciti del Women’s Suffrage Movement, tra cui Lucretia Mott, le sorelle Grimké e Lydia Maria Child. Dopo la prima convenzione nel 1837, ci furono altre convenzioni nel 1838 e 1839.

## Convenzione Contro la Schiavitù delle Donne Americane del 1837
La prima Convenzione Contro la Schiavitù delle Donne Americane si tenne a New York dal 9 al 12 maggio 1837. Centosettantacinque donne, provenienti da dieci Stati diversi e in rappresentanza di venti gruppi femminili antischiavisti, si riunirono per discutere del loro ruolo nel movimento abolizionista americano. Durante la convention, le partecipanti elessero le cariche, adottarono risoluzioni sui loro obiettivi e si impegnarono nella causa abolizionista. "Organizzarono comitati che crearono documenti come un indirizzo rivolto ai neri liberi, comunicazioni ad altre società antischiaviste femminili che non erano presenti e appelli a tutte le donne americane".
Questo incontro rappresentò la prima volta che donne di un'area geografica così ampia si incontravano con lo scopo comune di promuovere la causa antischiavista tra le donne. Mary S. Parker fu la Presidente del raduno. Altre donne di spicco divennero membri attivi del Movimento per il suffragio femminile, tra cui Lucretia Mott, le Sorelle Grimké e Lydia Maria Child. Tra i partecipanti c'erano donne di colore, mogli e figlie di proprietari di schiavi e donne povere.
L'idea di questa convention è nata da una corrispondenza tra Mary Grew e Maria Weston Chapman, riguardante un comitato femminile antischiavista. La Grew sosteneva l'importanza di un comitato esecutivo che avrebbe aiutato a organizzare e a razionalizzare gli sforzi delle organizzazioni femminili antischiaviste. Sarah Grimké svolse un ruolo importante nel garantire che le donne nere fossero invitate e partecipassero all'evento. Tuttavia, a questo primo congresso, parteciparono solo cinque donne nere, poiché molte non avevano le risorse finanziarie per affrontare il viaggio.
La professoressa Ann D. Gordon descrisse la Convenzione antischiavista delle donne americane come la prima convention in cui le donne hanno discusso dei diritti delle donne, in questo caso concentrandosi sui diritti delle donne afroamericane. Solo nel 1848 si svolse la prima convention dedicata ai diritti delle donne in generale, la Convenzione di Seneca Falls, promossa come la prima decenni dopo, dall'organizzatrice della convention Elizabeth Cady Stanton.

## Convenzione Contro la Schiavitù delle Donne Americane del 1838
La seconda Convenzione Contro la Schiavitù delle Donne Americane si svolse presso la Pennsylvania Hall martedì 15 maggio 1838. Erano presenti 203 delegate e 73 membri corrispondenti. Come l'anno precedente, Mary S. Parker di Boston fu scelta come presidente. Nonostante la crescente opposizione all'obiettivo del gruppo da parte dell'opinione pubblica, la convention decise comunque di incontrarsi e di adottare delle risoluzioni. Una delle campagne più significative che il gruppo intraprese fu la petizione al Congresso per porre fine alla schiavitù. Il comitato decise anche di ritirare il sostegno alle chiese se queste fossero state favorevoli alla schiavitù e di chiedere loro di adottare principi antischiavisti. Infine ampliarono la loro filosofia di non resistenza, che era intrisa di religione. Fu organizzato un comitato per pubblicare formalmente gli obiettivi del gruppo.
Anche se i membri della Convenzione riuscirono a elaborare con successo diverse risoluzioni riguardanti il loro attivismo antischiavista, dovettero comunque affrontare una feroce opposizione pubblica. Le folle di persone erano profondamente turbate dall'obiezione della Convenzione e si opponevano in particolare alla mescolanza razziale o alla commistione che si sarebbe verificata. Tra i bianchi razzisti c'era anche l'ansia che gli abolizionisti incoraggiassero i neri a trovare un impiego, aumentando la concorrenza per i posti di lavoro. Queste ansie economiche e sociali culminarono nell'incendio della Pennsylvania Hall da parte di una folla durante la convention del 1838.

## Convenzione Contro la Schiavitù delle Donne Americane del 1839
La terza Convenzione Contro la Schiavitù delle Donne Americane si svolse presso la Hall of Pennsylvania Writing School mercoledì 1 maggio 1839. Erano presenti 102 delegati e 68 membri. In questo periodo la popolazione della Pennsylvania stava diventando sempre più aperta all'abolizionismo. Durante la convention le persone furono esortate a continuare a presentare petizioni agli Stati federali e locali. Anche la risoluzione dell'anno precedente, secondo la quale gli abolizionisti avrebbero utilizzato solo prodotti creati grazie al lavoro libero e avrebbero fatto del loro meglio per evitare l'uso di prodotti creati con il lavoro degli schiavi, fu mantenuta e ampliata. Le donne della Convenzione ritenevano che l'uso di prodotti creati attraverso lo sfruttamento degli schiavi mantenesse il sistema della schiavitù e fosse un peccato contro Dio. Tuttavia ci fu una certa opposizione a questa risoluzione, perché non tutti credevano che utilizzare solo prodotti liberi fosse realistico e altri sostenevano che forse non c'era una differenza abbastanza notevole nelle condizioni dei lavoratori retribuiti e degli schiavi da giustificare l'applicazione della risoluzione. Un'altra risoluzione importante raggiunta durante la convention fu che gli abolizionisti avrebbero lavorato per migliorare la sorte dei neri liberi, garantendo l'istruzione e l'educazione. Avrebbero anche lavorato per fornire ai neri liberi le competenze necessarie per avere successo nei loro mestieri.
Sebbene l'opinione pubblica stesse diventando sempre più favorevole all'abolizionismo, c'erano ancora molte persone che lo disprezzavano ferocemente e volevano fermare i progressi della Convenzione. Per questo motivo, come l'anno passato, c'erano folle che minacciavano violenza contro le persone che partecipavano alla convention. I membri decisero di non avere la protezione della polizia, perché la consideravano contraria alla loro politica di non resistenza e la polizia spesso condivideva le opinioni della folla.

## I partecipanti
I registri della Convention indicano che i partecipanti provenivano dai seguenti Stati: New Hampshire (2), Massachusetts (26), Rhode Island (5), New York (109), New Jersey (1), Pennsylvania (25), Maine (1), Connecticut (2), Ohio (2) e Carolina del Sud (2). Lucretia Mott fu scelta come presidente operativo e Mary S. Parker fu eletta presidente. La Parker aveva sei vicepresidenti: Lydia Maria Child, Abby Ann Cox, Grace Douglass, Sarah Moore Grimké, Lucretia Mott e Ann C. Smith. Mary Grew, Angelina Grimké, Sarah Pugh e Anne Warren Weston furono scelte come segretarie. La partecipazione alla convention non era limitata alle donne femministe liberali, ma erano presenti anche donne più conservatrici che credevano nella limitazione del modo in cui le donne operavano nell'organizzazione.

## Ruolo delle donne nere
Le Sorelle Grimké ritenevano che la presenza di donne nere alla convention fosse fondamentale per il successo della loro causa. Sarah Grimké scrisse alle Società femminili antischiaviste di Filadelfia e di Boston, chiedendo che venissero inviate delegate afroamericane. Alla fine solo cinque donne nere parteciparono alla convention. La partecipazione limitata si spiega in parte con il numero relativamente basso di donne afroamericane iscritte ai gruppi antischiavisti in quel periodo. La ragione per cui un numero relativamente basso di donne nere americane era presente è che la maggior parte non aveva accesso a risorse o ricchezze che avrebbero fornito loro la possibilità di concentrarsi sugli obiettivi della convention. In generale la convention era dominata da donne più ricche e privilegiate. Si stima che le donne nere non abbiano mai costituito più del 10% dei membri dei gruppi antischiavisti integrati (alcuni gruppi contro la schiavitù avevano solo membri bianchi). Inoltre molte donne nere non avevano semplicemente le risorse economiche necessarie per recarsi a New York, un viaggio e un'esperienza che comportava discriminazione ed esclusione. Ad esempio, Julia Williams, una partecipante nera di Boston, viaggiava con i partecipanti bianchi della sua società. Spesso era costretta a consumare i pasti separatamente dal suo gruppo e doveva alloggiare in una pensione segregata.

## Decisioni
La prima risoluzione fu quella di concordare lo scopo della convention, che era quello di "interessare le donne al tema dell'antischiavismo e creare un sistema di operazioni in ogni città e villaggio degli Stati liberi, che avrebbe esercitato una potente influenza nell'abolizione della schiavitù americana".
Durante la convention queste donne discussero una serie di questioni e votarono numerose risoluzioni, non limitate al ruolo delle donne all'interno del movimento antischiavista. Ad esempio, una risoluzione discuteva se le associazioni evangeliche e missionarie dovessero accettare denaro dai proprietari di schiavi. Le donne discussero anche se i partecipanti alla convention dovessero essere registrati con la designazione di Miss o Mrs. Inoltre fu discussa la potenziale formazione di un comitato esecutivo generale per il movimento femminile. Questa risoluzione fallì, in quanto alcuni partecipanti ritenevano che un comitato a guida femminile avrebbe escluso gli uomini dai loro impegni e limitato qualsiasi potenziale fusione con la American Antislavery Society, dominata dagli uomini. Un'importante risoluzione raggiunta durante questa prima convention fu che le donne avrebbero usato i loro valori cristiani e la loro moralità per lottare contro la schiavitù. Il tema fu inquadrato come un dovere da intraprendere in quanto cristiane e le donne furono incoraggiate a usare la loro voce, il loro denaro e il loro status per raggiungere gli obiettivi del gruppo. La risoluzione finale approvata al congresso era un accordo tra le donne sul fatto che l'unità e la cooperazione erano fondamentali per i loro sforzi. Alcuni dei temi previsti per la convention comprendevano: un appello alle donne degli Stati nominalmente liberi, un indirizzo agli americani di colore liberi, una lettera alle donne della Gran Bretagna, una circolare alle società antischiaviste femminili negli Stati Uniti, una lettera alle società antischiaviste giovanili negli Stati Uniti e una lettera al deputato John Quincy Adams. Furono nominati dei comitati di tre persone per preparare gli argomenti. Molti furono pubblicati dalla Convenzione.
Pubblicarono An Address to Free Colored Americans. (Un discorso ai liberi americani di colore)

## Effetti della Convenzione del 1837
La Convenzione ebbe effetti duraturi sulle organizzazioni antischiaviste femminili per una serie di ragioni. In primo luogo diede modo alle donne di diversi Stati e ambienti di incontrarsi di persona e favorì un forte senso di comunità all'interno del movimento. Inoltre la convention promosse un aumento delle interazioni tra donne bianche e nere. Infine la chiusura della Convenzione fu segnata da un aumento delle petizioni antischiaviste delle donne, che nel 1837 erano più che raddoppiate. Queste petizioni furono importanti per il movimento antischiavista, in quanto le campagne porta a porta diffusero il programma antischiavista alle migliaia di persone che altrimenti non sarebbero state a conoscenza di queste informazioni.
Questa fu la prima di tre convention annuali di donne abolizioniste americane. La convention successiva fu notevole perché si concluse con l'incendio della nuova grande sala dell'abolizione a Filadelfia da parte dei manifestanti. Molte delle donne presenti a questa convention, come Mary Grew e Lucretia Mott, furono scelte come delegate alla Convenzione mondiale antischiavista di Londra del 1840. Quando arrivarono fu detto loro che le donne non erano previste e che non potevano parlare o sedersi con gli uomini; i loro posti erano separati. Garrison e altri uomini americani si sedettero con le donne.

## Pubblicazioni
- (EN) An Address to Free Colored Americans. Issued by an Anti-Slavery Convention of American Women Held in the City of New York, by Adjournment from 9th to 12th May, 1837, New York, 1837.